# Maracanthus
Maracanthus är ett släkte av tvåhjärtbladiga växter. Maracanthus ingår i familjen Loranthaceae.
Kladogram enligt Catalogue of Life:
| Maracanthus | \| \| Maracanthus badilloi \| \| \| \| \| \| Maracanthus chlamydatus \| \| \| \| |
|             | \| \| Maracanthus badilloi \| \| \| \| \| \| Maracanthus chlamydatus \| \| \| \| |
|             | Maracanthus badilloi                                                             |
|             |                                                                                  |
|             | Maracanthus chlamydatus                                                          |
|             |                                                                                  |